# Skate Canada International
Skate Canada International – międzynarodowe zawody w łyżwiarstwie figurowym seniorów rozgrywane w Kanadzie od 1973 r. Od początku rozgrywana jest rywalizacja solistów, solistek oraz par tanecznych, a od 1984 r. również par sportowych. Zawody są organizowane przez Skate Canada. Od 1995 r. wchodzi w cykl zawodów Grand Prix organizowanych przez Międzynarodową Unię Łyżwiarską.

## Medaliści

### Soliści
| Rok                               | Miasto      | Złoto                                      | Srebro                                     | Brąz                                       | Źr.    |
| --------------------------------- | ----------- | ------------------------------------------ | ------------------------------------------ | ------------------------------------------ | ------ |
| 1973                              | Calgary     | Toller Cranston                            | Ron Shaver                                 | Minoru Sano                                |        |
| 1974                              | Kitchener   | Ron Shaver                                 | Minoru Sano                                | Charles Tickner                            |        |
| 1975                              | Edmonton    | Toller Cranston                            | Ron Shaver                                 | Terry Kubicka                              |        |
| 1976                              | Ottawa      | Ron Shaver                                 | Robin Cousins                              | David Santee                               |        |
| 1977                              | Moncton     | Robin Cousins                              | Charles Tickner                            | Scott Cramer                               |        |
| 1978                              | Vancouver   | Fumio Igarashi                             | Charles Tickner                            | Brian Pockar                               |        |
| Zawody nie odbyły się w 1979 roku |             |                                            |                                            |                                            |        |
| 1980                              | Calgary     | Scott Hamilton                             | Brian Pockar                               | David Santee                               |        |
| 1981                              | Ottawa      | Norbert Schramm                            | Brian Orser                                | Jozef Sabovčík                             |        |
| 1982                              | Kitchener   | Brian Boitano                              | Brian Orser                                | Heiko Fischer                              |        |
| 1983                              | Halifax     | Brian Orser                                | Grzegorz Filipowski                        | Masaru Ogawa                               |        |
| 1984                              | Victoria    | Brian Orser                                | Grzegorz Filipowski                        | Masaru Ogawa                               |        |
| 1985                              | London      | Jozef Sabovčík                             | Scott Williams                             | Grzegorz Filipowski                        |        |
| 1986                              | Regina      | Witalij Jegorow                            | Christopher Bowman                         | Grzegorz Filipowski                        |        |
| 1987                              | Calgary     | Brian Orser                                | Brian Boitano                              | Wiktor Petrenko                            |        |
| 1988                              | Thunder Bay | Kurt Browning                              | Wiktor Petrenko                            | Angelo D’Agostino                          |        |
| 1989                              | Cornwall    | Petr Barna                                 | Paul Wylie                                 | Daniel Weiss                               |        |
| 1990                              | Lethbridge  | Kurt Browning                              | Grzegorz Filipowski                        | Mark Mitchell                              |        |
| 1991                              | London      | Elvis Stojko                               | Wasilij Jeriemienko                        | Paul Wylie                                 |        |
| 1992                              | Victoria    | Elvis Stojko                               | Scott Davis                                | Éric Millot                                |        |
| 1993                              | Ottawa      | Kurt Browning                              | Mark Mitchell                              | Steven Cousins                             |        |
| 1994                              | Red Deer    | Elvis Stojko                               | Micha’el Szmerkin                          | Sébastien Britten                          |        |
| 1995                              | Saint John  | Aleksiej Urmanow                           | Micha’el Szmerkin                          | Éric Millot                                |        |
| 1996                              | Kitchener   | Elvis Stojko                               | Ilja Kulik                                 | Scott Davis                                |        |
| 1997                              | Halifax     | Elvis Stojko                               | Ilja Kulik                                 | Michael Tyllesen                           |        |
| 1998                              | Kamloops    | Jewgienij Pluszczenko                      | Elvis Stojko                               | Szabolcs Vidrai                            |        |
| 1999                              | Saint John  | Aleksiej Jagudin                           | Elvis Stojko                               | Takeshi Honda                              |        |
| 2000                              | Mississauga | Aleksiej Jagudin                           | Todd Eldredge                              | Matthew Savoie                             |        |
| 2001                              | Saskatoon   | Aleksiej Jagudin                           | Elvis Stojko                               | Todd Eldredge                              |        |
| 2002                              | Quebec      | Takeshi Honda                              | Emanuel Sandhu                             | Stanisław Timczenko                        |        |
| 2003                              | Mississauga | Jewgienij Pluszczenko                      | Jeffrey Buttle                             | Takeshi Honda                              |        |
| 2004                              | Halifax     | Emanuel Sandhu                             | Ben Ferreira                               | Jeffrey Buttle                             | [ 1 ]  |
| 2005                              | St. John’s  | Emanuel Sandhu                             | Jeffrey Buttle                             | Nobunari Oda                               | [ 2 ]  |
| 2006                              | Victoria    | Stéphane Lambiel                           | Daisuke Takahashi                          | Johnny Weir                                | [ 3 ]  |
| 2007                              | Quebec      | Brian Joubert                              | Kevin Van Der Perren                       | Jeffrey Buttle                             | [ 4 ]  |
| 2008                              | Ottawa      | Patrick Chan                               | Ryan Bradley                               | Evan Lysacek                               | [ 5 ]  |
| 2009                              | Kitchener   | Jeremy Abbott                              | Daisuke Takahashi                          | Alban Préaubert                            | [ 6 ]  |
| 2010                              | Kingston    | Patrick Chan                               | Nobunari Oda                               | Adam Rippon                                | [ 7 ]  |
| 2011                              | Mississauga | Patrick Chan                               | Javier Fernández                           | Daisuke Takahashi                          | [ 8 ]  |
| 2012                              | Windsor     | Javier Fernández                           | Patrick Chan                               | Nobunari Oda                               | [ 9 ]  |
| 2013                              | Saint John  | Patrick Chan                               | Yuzuru Hanyū                               | Nobunari Oda                               | [ 10 ] |
| 2014                              | Kelowna     | Takahito Mura                              | Javier Fernández                           | Max Aaron                                  | [ 11 ] |
| 2015                              | Lethbridge  | Patrick Chan                               | Yuzuru Hanyū                               | Daisuke Murakami                           | [ 12 ] |
| 2016                              | Mississauga | Patrick Chan                               | Yuzuru Hanyū                               | Kevin Reynolds                             | [ 13 ] |
| 2017                              | Regina      | Shōma Uno                                  | Jason Brown                                | Aleksandr Samarin                          | [ 14 ] |
| 2018                              | Laval       | Shōma Uno                                  | Keegan Messing                             | Cha Jun-hwan                               | [ 15 ] |
| 2019                              | Kelowna     | Yuzuru Hanyū                               | Nam Nguyen                                 | Keiji Tanaka                               | [ 16 ] |
| 2020                              | Ottawa      | Zawody odwołano z powodu pandemii COVID-19 | Zawody odwołano z powodu pandemii COVID-19 | Zawody odwołano z powodu pandemii COVID-19 | [ 17 ] |
| 2021                              | Vancouver   | Nathan Chen                                | Jason Brown                                | Jewgienij Siemienienko                     | [ 18 ] |
| 2022                              | Mississauga | Shōma Uno                                  | Kao Miura                                  | Matteo Rizzo                               | [ 19 ] |
| 2023                              | Vancouver   | Sōta Yamamoto                              | Kao Miura                                  | Matteo Rizzo                               | [ 20 ] |

### Solistki
| Rok                               | Miasto      | Złoto                                      | Srebro                                     | Brąz                                       | Źr.    |
| --------------------------------- | ----------- | ------------------------------------------ | ------------------------------------------ | ------------------------------------------ | ------ |
| 1973                              | Calgary     | Lynn Nightingale                           | Barbara Terpenning                         | Jean Scott                                 |        |
| 1974                              | Kitchener   | Lynn Nightingale                           | Anett Pötzsch                              | Wendy Burge                                |        |
| 1975                              | Edmonton    | Susanna Driano                             | Kath Malmberg                              | Emi Watanabe                               |        |
| 1976                              | Ottawa      | Kim Alletson                               | Karena Richardson                          | Garnet Ostermeier                          |        |
| 1977                              | Moncton     | Linda Fratianne                            | Lisa-Marie Allen                           | Heather Kemkaran                           |        |
| 1978                              | Vancouver   | Lisa-Marie Allen                           | Claudia Kristofics-Binder                  | Kristiina Wegelius                         |        |
| Zawody nie odbyły się w 1979 roku |             |                                            |                                            |                                            |        |
| 1980                              | Calgary     | Elaine Zayak                               | Tracey Wainman                             | Claudia Kristofics-Binder                  |        |
| 1981                              | Ottawa      | Tracey Wainman                             | Rosalynn Sumners                           | Kira Iwanowa                               |        |
| 1982                              | Kitchener   | Vikki De Vries                             | Kristiina Wegelius                         | Rosalynn Sumners                           |        |
| 1983                              | Halifax     | Katarina Witt                              | Kay Thomson                                | Tiffany Chin                               |        |
| 1984                              | Victoria    | Midori Itō                                 | Tiffany Chin                               | Natalia Lebiediewa                         |        |
| 1985                              | London      | Caryn Kadavy                               | Elizabeth Manley                           | Patricia Neske                             |        |
| 1986                              | Regina      | Elizabeth Manley                           | Claudia Leistner                           | Joanne Conway                              |        |
| 1987                              | Calgary     | Debi Thomas                                | Elizabeth Manley                           | Joanne Conway                              |        |
| 1988                              | Thunder Bay | Natalia Lebiediewa                         | Jill Trenary                               | Patricia Neske                             |        |
| 1989                              | Cornwall    | Kristi Yamaguchi                           | Simone Lang                                | Natalia Lebiediewa                         |        |
| 1990                              | Lethbridge  | Josée Chouinard                            | Lisa Sargeant                              | Holly Cook                                 |        |
| 1991                              | London      | Surya Bonaly                               | Marina Kielmann                            | Karen Preston                              |        |
| 1992                              | Kanada      | Marija Butyrska                            | Alice Sue Claeys                           | Josée Chouinard                            |        |
| 1993                              | Ottawa      | Chen Lu                                    | Olga Markowa                               | Karen Preston                              |        |
| 1994                              | Red Deer    | Krisztina Czakó                            | Laetitia Hubert                            | Jessica Mills                              |        |
| 1995                              | Saint John  | Michelle Kwan                              | Hanae Yokoya                               | Josée Chouinard                            |        |
| 1996                              | Kitchener   | Irina Słucka                               | Tara Lipinski                              | Lucinda Ruh                                |        |
| 1997                              | Halifax     | Michelle Kwan                              | Marija Butyrska                            | Surya Bonaly                               |        |
| 1998                              | Kamloops    | Ołena Laszenko                             | Fumie Suguri                               | Irina Słucka                               |        |
| 1999                              | Saint John  | Michelle Kwan                              | Julija Sołdatowa                           | Jennifer Robinson                          |        |
| 2000                              | Mississauga | Irina Słucka                               | Michelle Kwan                              | Fumie Suguri                               |        |
| 2001                              | Saskatoon   | Sarah Hughes                               | Irina Słucka                               | Michelle Kwan                              |        |
| 2002                              | Quebec      | Sasha Cohen                                | Fumie Suguri                               | Wiktorija Wołczkowa                        |        |
| 2003                              | Mississauga | Sasha Cohen                                | Shizuka Arakawa                            | Júlia Sebestyén                            |        |
| 2004                              | Halifax     | Cynthia Phaneuf                            | Yoshie Onda                                | Susanna Pöykiö                             | [ 1 ]  |
| 2005                              | St. John’s  | Alissa Czisny                              | Joannie Rochette                           | Yukari Nakano                              | [ 2 ]  |
| 2006                              | Victoria    | Joannie Rochette                           | Fumie Suguri                               | Kim Yu-na                                  | [ 3 ]  |
| 2007                              | Quebec      | Mao Asada                                  | Yukari Nakano                              | Joannie Rochette                           | [ 4 ]  |
| 2008                              | Ottawa      | Joannie Rochette                           | Fumie Suguri                               | Alissa Czisny                              | [ 5 ]  |
| 2009                              | Kitchener   | Joannie Rochette                           | Alissa Czisny                              | Laura Lepistö                              | [ 6 ]  |
| 2010                              | Kingston    | Alissa Czisny                              | Ksienija Makarowa                          | Amélie Lacoste                             | [ 7 ]  |
| 2011                              | Mississauga | Jelizawieta Tuktamyszewa                   | Akiko Suzuki                               | Ashley Wagner                              | [ 8 ]  |
| 2012                              | Windsor     | Kaetlyn Osmond                             | Akiko Suzuki                               | Kanako Murakami                            | [ 9 ]  |
| 2013                              | Saint John  | Julija Lipnicka                            | Akiko Suzuki                               | Gracie Gold                                | [ 10 ] |
| 2014                              | Kelowna     | Anna Pogoriła                              | Ashley Wagner                              | Satoko Miyahara                            | [ 11 ] |
| 2015                              | Lethbridge  | Ashley Wagner                              | Jelizawieta Tuktamyszewa                   | Yuka Nagai                                 | [ 12 ] |
| 2016                              | Mississauga | Jewgienija Miedwiediewa                    | Kaetlyn Osmond                             | Satoko Miyahara                            | [ 13 ] |
| 2017                              | Regina      | Kaetlyn Osmond                             | Marija Sotskowa                            | Ashley Wagner                              | [ 14 ] |
| 2018                              | Laval       | Jelizawieta Tuktamyszewa                   | Mako Yamashita                             | Jewgienija Miedwiediewa                    | [ 21 ] |
| 2019                              | Kelowna     | Aleksandra Trusowa                         | Rika Kihira                                | You Young                                  | [ 22 ] |
| 2020                              | Ottawa      | Zawody odwołano z powodu pandemii COVID-19 | Zawody odwołano z powodu pandemii COVID-19 | Zawody odwołano z powodu pandemii COVID-19 | [ 17 ] |
| 2021                              | Vancouver   | Kamiła Walijewa                            | Jelizawieta Tuktamyszewa                   | Alona Kostornoj                            | [ 23 ] |
| 2022                              | Mississauga | Rinka Watanabe                             | Starr Andrews                              | You Young                                  | [ 24 ] |
| 2023                              | Vancouver   | Kaori Sakamoto                             | Kim Chae-yeon                              | Rino Matsuike                              | [ 25 ] |

### Pary sportowe
| Rok                                                  | Miasto      | Złoto                                      | Srebro                                     | Brąz                                       | Źr.    |
| ---------------------------------------------------- | ----------- | ------------------------------------------ | ------------------------------------------ | ------------------------------------------ | ------ |
| Konkurencja nie została rozegrana w latach 1973–1983 |             |                                            |                                            |                                            |        |
| 1984                                                 | Victoria    | Jelena Bieczkie / Walerij Kornijenko       | Cynthia Coull / Mark Rowsom                | Katherina Matousek / Lloyd Eisler          |        |
| 1985                                                 | London      | Jekatierina Gordiejewa / Siergiej Grińkow  | Wieronika Pierszyna / Marat Akbarow        | Denise Benning / Lyndon Johnston           |        |
| 1986                                                 | Regina      | Cynthia Coull / Mark Rowsom                | Jekatierina Gordiejewa / Siergiej Grińkow  | Natalie Seybold / Wayne Seybold            |        |
| 1987                                                 | Calgary     | Christine Hough / Doug Ladret              | Jelena Kwitczenko / Raszid Kadirkajew      | Katy Keely / Joseph Mero                   |        |
| 1988                                                 | Thunder Bay | Isabelle Brasseur / Lloyd Eisler           | Peggy Schwarz / Alexander König            | Jekatierina Murugowa / Artiom Torgaszow    |        |
| 1989                                                 | Cornwall    | Jelena Leonowa / Giennadij Krasnicki       | Cindy Landry / Lyndon Johnston             | Michelle Menzies / Kevin Wheeler           |        |
| 1990                                                 | Lethbridge  | Isabelle Brasseur / Lloyd Eisler           | Jewgienija Szyszkowa / Wadim Naumow        | Michelle Menzies / Kevin Wheeler           |        |
| 1991                                                 | London      | Stacey Ball / Jean-Michel Bombardier       | Michelle Menzies / Kevin Wheeler           | Marina Jelcowa / Andriej Buszkow           |        |
| 1992                                                 | Kanada      | Mandy Wötzel / Ingo Steuer                 | Michelle Menzies / Jean-Michel Bombardier  | Danielle Carr / Stephen Carr               |        |
| 1993                                                 | Ottawa      | Jekatierina Gordiejewa / Siergiej Grińkow  | Radka Kovaříková / René Novotný            | Michelle Menzies / Jean-Michel Bombardier  |        |
| 1994                                                 | Red Deer    | Kristy Sargeant / Kris Wirtz               | Jelena Bierieżna / Oļegs Šļahovs           | Sarah Abitbol / Stéphane Bernadis          |        |
| 1995                                                 | Saint John  | Jewgienija Szyszkowa / Wadim Naumow        | Marija Pietrowa / Anton Sicharulidze       | Jodeyne Higgins / Sean Rice                |        |
| 1996                                                 | Kitchener   | Mandy Wötzel / Ingo Steuer                 | Marina Jelcowa / Andriej Buszkow           | Kyoko Ina / Jason Dungjen                  |        |
| 1997                                                 | Halifax     | Oksana Kazakowa / Artur Dmitrijew          | Marina Chałturina / Andriej Krukow         | Sarah Abitbol / Stéphane Bernadis          |        |
| 1998                                                 | Kamloops    | Shen Xue / Zhao Hongbo                     | Marija Pietrowa / Aleksiej Tichonow        | Jamie Salé / David Pelletier               |        |
| 1999                                                 | Saint John  | Jelena Bierieżna / Anton Sicharulidze      | Kyoko Ina / John Zimmerman                 | Kristy Sargeant-Wirtz / Kris Wirtz         |        |
| 2000                                                 | Mississauga | Jamie Salé / David Pelletier               | Jelena Bierieżna / Anton Sicharulidze      | Marija Pietrowa / Aleksiej Tichonow        |        |
| 2001                                                 | Saskatoon   | Jamie Salé / David Pelletier               | Tatjana Tot´mianina / Maksim Marinin       | Anabelle Langlois / Patrice Archetto       |        |
| 2002                                                 | Quebec      | Tatjana Tot´mianina / Maksim Marinin       | Pang Qing / Tong Jian                      | Anabelle Langlois / Patrice Archetto       |        |
| 2003                                                 | Mississauga | Tatjana Tot´mianina / Maksim Marinin       | Shen Xue / Zhao Hongbo                     | Dorota Zagórska / Mariusz Siudek           |        |
| 2004                                                 | Halifax     | Shen Xue / Zhao Hongbo                     | Pang Qing / Tong Jian                      | Dorota Zagórska / Mariusz Siudek           | [ 1 ]  |
| 2005                                                 | St. John’s  | Alona Sawczenko / Robin Szolkowy           | Marija Pietrowa / Aleksiej Tichonow        | Valérie Marcoux / Craig Buntin             | [ 2 ]  |
| 2006                                                 | Victoria    | Zhang Dan / Zhang Hao                      | Rena Inoue / John Baldwin                  | Valérie Marcoux / Craig Buntin             | [ 3 ]  |
| 2007                                                 | Quebec      | Alona Sawczenko / Robin Szolkowy           | Jessica Dubé / Bryce Davison               | Yūko Kawaguchi / Aleksandr Smirnow         | [ 4 ]  |
| 2008                                                 | Ottawa      | Yūko Kawaguchi / Aleksandr Smirnow         | Jessica Dubé / Bryce Davison               | Keauna McLaughlin / Rockne Brubaker        | [ 5 ]  |
| 2009                                                 | Kitchener   | Alona Sawczenko / Robin Szolkowy           | Marija Muchortowa / Maksim Trańkow         | Jessica Dubé / Bryce Davison               | [ 6 ]  |
| 2010                                                 | Kingston    | Lubow Iluszeczkina / Nodari Maisuradze     | Kirsten Moore-Towers / Dylan Moscovitch    | Paige Lawrence / Rudi Swiegers             | [ 7 ]  |
| 2011                                                 | Mississauga | Tetiana Wołosożar / Maksim Trańkow         | Sui Wenjing / Han Cong                     | Meagan Duhamel / Eric Radford              | [ 8 ]  |
| 2012                                                 | Windsor     | Alona Sawczenko / Robin Szolkowy           | Meagan Duhamel / Eric Radford              | Stefania Berton / Ondřej Hotárek           | [ 9 ]  |
| 2013                                                 | Saint John  | Stefania Berton / Ondřej Hotárek           | Sui Wenjing / Han Cong                     | Meagan Duhamel / Eric Radford              | [ 10 ] |
| 2014                                                 | Kelowna     | Meagan Duhamel / Eric Radford              | Sui Wenjing / Han Cong                     | Jewgienija Tarasowa / Władimir Morozow     | [ 11 ] |
| 2015                                                 | Lethbridge  | Meagan Duhamel / Eric Radford              | Jewgienija Tarasowa / Władimir Morozow     | Kirsten Moore-Towers / Michael Marinaro    | [ 12 ] |
| 2016                                                 | Mississauga | Meagan Duhamel / Eric Radford              | Yu Xiaoyu / Zhang Hao                      | Lubow Iluszeczkina / Dylan Moscovitch      | [ 13 ] |
| 2017                                                 | Regina      | Meagan Duhamel / Eric Radford              | Alona Sawczenko / Bruno Massot             | Vanessa James / Morgan Ciprès              | [ 14 ] |
| 2018                                                 | Laval       | Vanessa James / Morgan Ciprès              | Peng Cheng / Jin Yang                      | Kirsten Moore-Towers / Michael Marinaro    | [ 26 ] |
| 2019                                                 | Kelowna     | Aleksandra Bojkowa / Dmitrij Kozłowskij    | Kirsten Moore-Towers / Michael Marinaro    | Jewgienija Tarasowa / Władimir Morozow     | [ 27 ] |
| 2020                                                 | Ottawa      | Zawody odwołano z powodu pandemii COVID-19 | Zawody odwołano z powodu pandemii COVID-19 | Zawody odwołano z powodu pandemii COVID-19 | [ 17 ] |
| 2021                                                 | Vancouver   | Sui Wenjing / Han Cong                     | Darja Pawluczenko / Dienis Chodykin        | Ashley Cain-Gribble / Timothy LeDuc        | [ 28 ] |
| 2022                                                 | Mississauga | Riku Miura / Ryuichi Kihara                | Emily Chan / Spencer Akira Howe            | Sara Conti / Niccolò Macii                 | [ 29 ] |
| 2023                                                 | Vancouver   | Deanna Stellato-Dudek / Maxime Deschamps   | Marija Pawłowa / Aleksiej Swiatczenko      | Lucrezia Beccari / Matteo Guarise          | [ 30 ] |

### Pary taneczne
| Rok                               | Miasto      | Złoto                                      | Srebro                                     | Brąz                                       | Źr.    |
| --------------------------------- | ----------- | ------------------------------------------ | ------------------------------------------ | ------------------------------------------ | ------ |
| 1973                              | Calgary     | Hilary Green / Glyn Watts                  | Louise Soper / Barry Soper                 | Irina Moisiejewa / Andriej Minienkow       |        |
| 1974                              | Kitchener   | Irina Moisiejewa / Andriej Minienkow       | Colleen O’Connor / Jim Millns              | Janet Thompson / Warren Maxwell            |        |
| 1975                              | Edmonton    | Natalja Liniczuk / Giennadij Karponosow    | Barbara Berezowski / David Porter          | Matilde Ciccia / Lamberto Ceserani         |        |
| 1976                              | Ottawa      | Natalja Liniczuk / Giennadij Karponosow    | Janet Thompson / Warren Maxwell            | Susan Carscallen / Eric Gillies            |        |
| 1977                              | Moncton     | Janet Thompson / Warren Maxwell            | Marina Zujewa / Andriej Witman             | Lorna Wighton / John Dowding               |        |
| 1978                              | Vancouver   | Krisztina Regőczy / András Sallay          | Lorna Wighton / John Dowding               | Marina Zujewa / Andriej Witman             |        |
| Zawody nie odbyły się w 1979 roku |             |                                            |                                            |                                            |        |
| 1980                              | Calgary     | Judy Blumberg / Michael Seibert            | Karen Barber / Nicky Slater                | Marie McNeill / Robert McCall              |        |
| 1981                              | Ottawa      | Carol Fox / Richard Dalley                 | Karen Barber / Nicky Slater                | Natalija Karamyczewa / Rostisław Sinicyn   |        |
| 1982                              | Kitchener   | Elisa Spitz / Scott Gregory                | Tracy Wilson / Robert McCall               | Natalja Annienko / Gienrich Srietienski    |        |
| 1983                              | Halifax     | Tracy Wilson / Robert McCall               | Wendy Sessions / Stephen Williams          | Natalja Annienko / Gienrich Srietienski    |        |
| 1984                              | Victoria    | Olga Wołożińska / Aleksandr Swinin         | Petra Born / Rainer Schönborn              | Kelly Johnson / John Thomas                |        |
| 1985                              | London      | Renée Roca / Donald Adair                  | Olga Wołożyńska / Aleksandr Swinin         | Kathrin Beck / Christoff Beck              |        |
| 1986                              | Regina      | Natalja Annienko / Gienrich Srietienski    | Suzanne Semanick / Scott Gregory           | Karyn Garossino / Rod Garossino            |        |
| 1987                              | Calgary     | Tracy Wilson / Robert McCall               | Kathrin Beck / Christoff Beck              | Lia Trovati / Roberto Pelizzola            |        |
| 1988                              | Thunder Bay | Natalja Annienko / Gienrich Srietienski    | April Sargent / Russ Witherby              | Melanie Cole / Michael Farrington          |        |
| 1989                              | Cornwall    | Suzanne Semanick / Ron Kravette            | Michelle McDonald / Mark Mitchell          | Jacqueline Petr / Mark Janoschak           |        |
| 1990                              | Lethbridge  | Jacqueline Petr / Mark Janoschak           | Irina Romanowa / Igor Jaroszenko           | Małgorzata Grajcar / Andrzej Dostatni      |        |
| 1991                              | London      | Stefania Calegari / Pasquale Camerlengo    | Sophie Moniotte / Pascal Lavanchy          | Kateřina Mrázová / Martin Šimeček          |        |
| 1992                              | Kanada      | Susanna Rahkamo / Petri Kokko              | Jarosława Nieczajewa / Jurij Czesniczenko  | Kateřina Mrázová / Martin Šimeček          |        |
| 1993                              | Ottawa      | Sophie Moniotte / Pascal Lavanchy          | Tatjana Nawka / Samwieł Giezalian          | Shae-Lynn Bourne / Victor Kraatz           |        |
| 1994                              | Red Deer    | Shae-Lynn Bourne / Victor Kraatz           | Margarita Drobiazko / Povilas Vanagas      | Renée Roca / Gorsha Sur                    |        |
| 1995                              | Saint John  | Shae-Lynn Bourne / Victor Kraatz           | Marina Anisina / Gwendal Peizerat          | Iryna Romanowa / Ihor Jaroszenko           |        |
| 1996                              | Kitchener   | Shae-Lynn Bourne / Victor Kraatz           | Marina Anisina / Gwendal Peizerat          | Barbara Fusar-Poli / Maurizio Margaglio    |        |
| 1997                              | Halifax     | Shae-Lynn Bourne / Victor Kraatz           | Elizabeth Punsalan / Jerod Swallow         | Irina Łobaczowa / Ilja Awierbuch           |        |
| 1998                              | Kamloops    | Shae-Lynn Bourne / Victor Kraatz           | Margarita Drobiazko / Povilas Vanagas      | Sylwia Nowak / Sebastian Kolasiński        |        |
| 1999                              | Saint John  | Margarita Drobiazko / Povilas Vanagas      | Ołena Hruszyna / Rusłan Honczarow          | Isabelle Delobel / Olivier Schoenfelder    |        |
| 2000                              | Mississauga | Marina Anisina / Gwendal Peizerat          | Galit Chait / Siergiej Sachnowski          | Marie-France Dubreuil / Patrice Lauzon     |        |
| 2001                              | Saskatoon   | Shae-Lynn Bourne / Victor Kraatz           | Galit Chait / Siergiej Sachnowski          | Isabelle Delobel / Olivier Schoenfelder    |        |
| 2002                              | Quebec      | Ołena Hruszyna / Rusłan Honczarow          | Marie-France Dubreuil / Patrice Lauzon     | Swietłana Kulikowa / Arsenij Markow        |        |
| 2003                              | Mississauga | Tatjana Nawka / Roman Kostomarow           | Ałbena Denkowa / Maksim Stawiski           | Marie-France Dubreuil / Patrice Lauzon     |        |
| 2004                              | Halifax     | Ałbena Denkowa / Maksim Stawiski           | Marie-France Dubreuil / Patrice Lauzon     | Galit Chait / Siergiej Sachnowski          | [ 1 ]  |
| 2005                              | St. John’s  | Marie-France Dubreuil / Patrice Lauzon     | Ołena Hruszyna / Rusłan Honczarow          | Melissa Gregory / Dienis Pietuchow         | [ 2 ]  |
| 2006                              | Victoria    | Marie-France Dubreuil / Patrice Lauzon     | Tessa Virtue / Scott Moir                  | Federica Faiella / Massimo Scali           | [ 3 ]  |
| 2007                              | Quebec      | Tessa Virtue / Scott Moir                  | Anna Cappellini / Luca Lanotte             | Pernelle Carron / Mathieu Jost             | [ 4 ]  |
| 2008                              | Ottawa      | Meryl Davis / Charlie White                | Vanessa Crone / Paul Poirier               | Nathalie Péchalat / Fabian Bourzat         | [ 5 ]  |
| 2009                              | Kitchener   | Tessa Virtue / Scott Moir                  | Nathalie Péchalat / Fabian Bourzat         | Kaitlyn Weaver / Andrew Poje               | [ 6 ]  |
| 2010                              | Kingston    | Vanessa Crone / Paul Poirier               | Sinead Kerr / John Kerr                    | Madison Chock / Greg Zuerlein              | [ 7 ]  |
| 2011                              | Mississauga | Tessa Virtue / Scott Moir                  | Kaitlyn Weaver / Andrew Poje               | Anna Cappellini / Luca Lanotte             | [ 8 ]  |
| 2012                              | Windsor     | Tessa Virtue / Scott Moir                  | Anna Cappellini / Luca Lanotte             | Jekatierina Riazanowa / Ilja Tkaczenko     | [ 9 ]  |
| 2013                              | Saint John  | Tessa Virtue / Scott Moir                  | Kaitlyn Weaver / Andrew Poje               | Madison Hubbell / Zachary Donohue          | [ 10 ] |
| 2014                              | Kelowna     | Kaitlyn Weaver / Andrew Poje               | Piper Gilles / Paul Poirier                | Madison Hubbell / Zachary Donohue          | [ 11 ] |
| 2015                              | Lethbridge  | Kaitlyn Weaver / Andrew Poje               | Maia Shibutani / Alex Shibutani            | Jekatierina Bobrowa / Dmitrij Sołowjow     | [ 12 ] |
| 2016                              | Mississauga | Tessa Virtue / Scott Moir                  | Madison Chock / Evan Bates                 | Piper Gilles / Paul Poirier                | [ 13 ] |
| 2017                              | Regina      | Tessa Virtue / Scott Moir                  | Kaitlyn Weaver / Andrew Poje               | Madison Hubbell / Zachary Donohue          | [ 14 ] |
| 2018                              | Laval       | Madison Hubbell / Zachary Donohue          | Wiktorija Sinicyna / Nikita Kacałapow      | Piper Gilles / Paul Poirier                | [ 31 ] |
| 2019                              | Kelowna     | Piper Gilles / Paul Poirier                | Madison Hubbell / Zachary Donohue          | Lilah Fear / Lewis Gibson                  | [ 32 ] |
| 2020                              | Ottawa      | Zawody odwołano z powodu pandemii COVID-19 | Zawody odwołano z powodu pandemii COVID-19 | Zawody odwołano z powodu pandemii COVID-19 | [ 17 ] |
| 2021                              | Vancouver   | Piper Gilles / Paul Poirier                | Charlène Guignard / Marco Fabbri           | Olivia Smart / Adrián Díaz                 | [ 33 ] |
| 2022                              | Mississauga | Piper Gilles / Paul Poirier                | Lilah Fear / Lewis Gibson                  | Marjorie Lajoie / Zachary Lagha            | [ 34 ] |
| 2023                              | Vancouver   | Piper Gilles / Paul Poirier                | Lilah Fear / Lewis Gibson                  | Allison Reed / Saulius Ambrulevičius       | [ 35 ] |